# アル・ザマレク
ナーディー・アッ＝ザマーレク・リル＝アルアーブ・アッ＝リヤーディーヤ（英: Zamalek Sporting Club、アラビア語: نادي الزمالك للألعاب الرياضية）は、エジプトの都市ギーザを本拠地とするサッカークラブである。通称アッ＝ザマーレク、または英語読みでアル・ザマレク、ザマレク。クラブ名はナイル川の中洲ゲジーラ島にあるザマーレク地区に由来。
ギーザに隣接する都市カイロを本拠地とするアル・アハリとはライバル関係にあり、エジプトダービーと呼ばれる。またそれらの一戦や国際試合などではカイロ国際スタジアム（観客収容数75,000人）を使用する事もある。

## 略歴
- 1911年　: ベルギー人のMerzbachによって創設される。当初のクラブ名はカスル・アン＝ニール。エジプト在留外国人の為のクラブとしてエジプト人の参加を許可しなかった。
- 1913年　: サッカー部門を創設。クラブ名をAl-Mokhtalat Clubに改称。
- 1919年　: 英国ケンブリッジ大学への留学から帰国したハサン・ヒガーズィーがクラブに加入、エジプト人と外国人の混成クラブとなる。
- 1930年　: 外国人メンバーを排除し、エジプト人だけのクラブとなる。
- 1941年　: ファールーク・クラブに改称。
- 1952年　: エジプト革命が起こり、現在のアッ＝ザマーレクに改称。

## タイトル

### 国内タイトル
- エジプト・プレミアリーグ: 14回
  - 1959-60, 1963-64, 1964-65, 1977-78, 1983-84, 1987-88, 1991-92, 1992-93, 2000-01, 2002-03, 2003-04, 2014-15, 2020-21, 2021-22[5]
- エジプト・カップ: 28回
  - 1921-22, 1931-32, 1934-35, 1937-38, 1940-41, 1942-43, 1943-44, 1951-52, 1954-55, 1956-57, 1957-58, 1958-59, 1959-60, 1961-62 1974-75, 1976-77, 1978-79, 1987-88, 1998-99, 2001-02, 2007-08, 2012-13, 2013-14, 2014-15, 2015-16, 2017-18, 2018-19, 2020-21[6]
- エジプト・スーパーカップ: 4回
  - 2001-02, 2002-03, 2016-17, 2019-20[7][8]
- カイロ・リーグ: 13回
  - 1922-23, 1929-30, 1931-32, 1933-34, 1939-40, 1940-41, 1943-44, 1944-45, 1946-47, 1948-49, 1950-51, 1951-52, 1952-53
- スルタン・フセインカップ: 2回
  - 1920-21, 1921-22

### 国際タイトル
- CAFチャンピオンズリーグ: 5回
  - 1984, 1986, 1993, 1996, 2002
- CAFコンフェデレーションカップ: 1回
  - 2019
- アフリカンカップウィナーズカップ: 1回
  - 2000
- CAFスーパーカップ: 4回
  - 1994, 1997, 2003, 2020
- アフロアジアクラブ選手権: 2回
  - 1987,1997
- アラブ・チャンピオンズリーグ: 1回
  - 2003
- サウジ・エジプト・スーパーカップ: 2回
  - 2003, 2018

## サプライヤーとスポンサー
| 期間      | サプライヤー | スポンサー               |
| --------- | ------------ | ------------------------ |
| 1999–2001 | Diadora      | Philips                  |
| 2001–2004 | Adidas       | Chipsey                  |
| 2001–2004 | Adidas       | Pepsi                    |
| 2004–2005 | Venecia      | なし                     |
| 2005–2007 | Adidas       | SIPES                    |
| 2007–2008 | Venecia      | KFC/Lion Chips           |
| 2008–2011 | Adidas       | Ceramica Royal           |
| 2011–2012 | Adidas       | York                     |
| 2012–2013 | Adidas       | Prego                    |
| 2013–2014 | Adidas       | Twist                    |
| 2014–2015 | Adidas       | SAIB Bank/Pepsi          |
| 2015–2016 | Macron       | SAIB Bank/Hyundai        |
| 2016–2017 | Joma         | SAIB Bank/Hyundai        |
| 2017–2018 | Joma         | TE / Lactel / Oppo / JAC |
| 2018–2019 | Puma         | TE / Lactel / Oppo / JAC |

## 現所属メンバー
注：選手の国籍表記はFIFAの定めた代表資格ルールに基づく。
| No. | Pos. |              | 選手名                       |
| --- | ---- | ------------ | ---------------------------- |
| 1   | GK   | エジプト     | アハメド・エル＝シェナウィ   |
| 2   | DF   | エジプト     | モハメド・マグディ           |
| 3   | MF   | エジプト     | タレク・ハメド               |
| 4   | MF   | エジプト     | アハマド・タウフィク         |
| 6   | MF   | エジプト     | マフムード・アブドルアーティ |
| 7   | MF   | エジプト     | ハーゼム・イマーム           |
| 8   | MF   | エジプト     | モハメド・アシュラフ         |
| 9   | FW   | エジプト     | ハレド・カマル               |
| 10  | FW   | エジプト     | ユースフ・オバマ             |
| 11  | FW   | エジプト     | モハメド・アル・シャミー     |
| 12  | MF   | エジプト     | アハマド・カブーリア         |
| 13  | FW   | エジプト     | モハメド・ラマダン           |
| 14  | MF   | エジプト     | アイマン・ヘフニー           |
| 15  | MF   | ナイジェリア | マールーフ・ユーセフ         |
| 16  | GK   | エジプト     | マフムード・アブドッラヒーム |
| 16  | FW   | エジプト     | バシム・ムルシー             |

| No. | Pos. |                  | 選手名                       |
| --- | ---- | ---------------- | ---------------------------- |
| 18  | FW   | エジプト         | アハマド・レファート         |
| 19  | DF   | エジプト         | アハマド・マグディ           |
| 20  | MF   | エジプト         | モハメド・イブラヒム         |
| 21  | MF   | エジプト         | アハマド・マドブーリー       |
| 22  | MF   | エジプト         | アブダッラー・ゴマー         |
| 23  | FW   | コンゴ民主共和国 | カボンゴ・カソンゴ           |
| 24  | DF   | エジプト         | マフムード・アラーッディン   |
| 25  | MF   | エジプト         | アハマド・ダウーダ           |
| 26  | DF   | エジプト         | アラー・アル・シュブリ       |
| 27  | FW   | ガーナ           | ベンジャミン・アチャンポン   |
| 28  | DF   | エジプト         | マフムード・ハムディ         |
| 29  | DF   | エジプト         | モアヤド・アジャン           |
| 30  | FW   | エジプト         | サラー・アシュール           |
| 31  | GK   | エジプト         | オマル・サラー               |
| 32  | GK   | エジプト         | マフムード・アブドルモンセフ |
| 33  | DF   | エジプト         | アハマド・アブールフトゥーフ |
| 34  | FW   | コートジボワール | ラザック・シセ               |

## 歴代監督
- デイヴ・マッケイ 1992–1994
- ルート・クロル 1994–1999, 2007-2008
- オットー・プフィスター 1999-2002
- カルロス・ロベルト・カブラウ 2002-2003, 2004-2005
- ネロ・ヴィンガダ 2003-2004
- ドラゴスラヴ・ステパノヴィッチ 2004
- マヌエル・カジュダ 2006
- アンリ・ミシェル 2006-2007
- ライナー・ホルマン 2008-2009
- ミシェル・デカステル 2009
- アンリ・ミシェル 2009
- ホサーム・ハサン（英語版） 2009-2011
- ハサン・シェハータ（英語版） 2011-2012
- ジョルヴァン・ヴィエイラ 2012-2013
- ミド 2014
- ジャイメ・パシェコ 2014-2015
- ジェズアウド・フェレイラ 2015
- マルコス・パケタ 2015-2016
- ミド 2016
- モハメド・サラー (暫定) 2016
- アレックス・マクリーシュ 2016
- アウグスト・イナシオ 2017
- ネボイシャ・ヨヴォヴィッチ 2017-2018
- クリスティアン・グロス 2018-2019
- ミルティン・スレドイェヴィッチ 2019
- パトリス・カルトロン 2019-2020
- ジャイメ・パシェコ 2020-2021
- パトリス・カルトロン 2021-2022
- ジェズアウド・フェレイラ 2022-2023
- フアン・カルロス・オソリオ 2023
- モタメド・ガマル (暫定) 2023-2024
- ジョゼ・ゴメス（英語版） 2024-

## 歴代所属選手
- アリ・モフセン 1961-1964
- エドソン・シルバ 2005
- ラミ・シャーバン 1995-1997
- ホサーム・ハサン（英語版） 2000-2004 ※エジプト代表170試合69得点の記録を持つ1990年代のスター選手。
- ミド 1999-2000
- ハーゼム・イマーム 2001-2008
- アムル・ザキ 2006-2012
- エマニュエル・アムニケ 1991-1994
- マルク・エムブア 2004-2006
- ジュニオール・アゴゴ 2008-2009
- アンデルソン 2009
- フセイン・ヤセル 2010-2011